# Уокер, Джозеф Александр
Джозеф Александр Уокер (Joseph Alexander Walker, 24 февраля 1935 — 25 января 2003) — американский драматург и сценарист, театральный режиссер, актер и профессор. Известность пришла к нему после написания пьесы «Река Нигер»/ The River Niger, трехактная пьеса, спродюсирована Negro Ensemble Company вне Бродвея в 1972 году. В 1973 году она была переведена на Бродвей и позже легла в основу одноименного фильма 1976 года с Джеймсом Эрл Джонс и Сисели Тайсон в главных ролях. В 1974 году Уокер стал первым афроамериканским писателем, получившим премию «Тони» за лучшую пьесу «Река Нигер». Уокер ранее получал Премию Оби за эту же пьесу.

## Биография
Уокер родился в Вашингтоне, округ Колумбия, в семье Джозефа А. Уокера и Флорины Джонсон. Он получил степень бакалавра философии в Университете Говарда. В 1957 году он поступил в ВВС в качестве младшего лейтенанта, а затем получил степень магистра изящных искусств по драматургии в Католическом университете. В последующие годы он преподавал драму в Университете Говарда и занимал должность заведующего кафедрой театра в кампусе Камденского университета Рутгерса, штат Нью-Джерси.
Уокер познакомился со своей первой женой Барбарой Энн на уроке философии; они поженились в сентябре 1957 года. В том же году Уокер поступил в ВВС, направившись сначала в Сан-Антонио, штат Техас, а затем на военно-воздушную базу Харлинген, а затем стал первым лейтенантом, вторым командиром 350 летчиков 42-й эскадрильи снабжения. В 1958-60, находясь на базе ВВС Лоринг, Уокер стал основателем и художественным руководителем Театральной гильдии Пайн-Три. В это время родился его первый сын Майкл Александр Уокер. Второй сын Уокера, Стивен Мартин Уокер, родился в 1962 году. В том же году Уокер ушел со службы и решил продолжить учебу в магистратуре в Католическом университете. В это время Барбара Уокер получила юридическое образование.
С 1963 по 1965 год Джозеф преподавал в средней школе Спингарн в Вашингтоне, округ Колумбия, в качестве учителя английского языка / драмы.
Уокер был одним из первых афроамериканцев, вместе с Лоррейн Хэнсберри, которые были номинированы на премию Тони за лучшую игру, которую он выиграл за фильм «Река Нигер». Он получил признание критиков в Negro Ensemble Company (NEC) с Дугласом Тернером Уордом в качестве художественного руководителя. Успех пьесы «Река Нигер» был самым ярким и заметным среди других его произведений: драма «Линия округа», «Инь-янь», «Жрецы» (племенной язык 1, 2 и 3), «Лев — брат души», «Из пепла», «Отпущение грехов Уилли Мэй», «Кулаба Д. Гаити» и мюзикл «Король Бадди Болден».
Уокер провел свои последние годы, продолжая писать, пребывая в кампусе Рутгерского университета в Камдене, штат Нью-Джерси, где он был заведующим кафедрой театрального искусства. У него остались пятеро детей Майкл Уокер, Стивен Уокер, Кумина Уокер, Нанди Уокер и Джодоа Уокер. Младший сын Уокера, Камау Уокер, умер раньше его в 2001 году.

## Художественная карьера
В 1966 году Уокер начал актерскую карьеру. Он начал заниматься вокалом под началом Брука Александра и в конце того же года присоединился к Voices, Inc., был солистом и художественным руководителем проекта «Верующие»/The Believers, созданной в 1968 году в соавторстве с Уолкер и Джозефин Джексон. С 1969 по 1975 год он преподавал в Центре исполнительских искусств имени Леонарда Дэвиса CCNY в качестве доцента кафедры речи и театра. Также в 1969 году он встретил Моузеса Ганна, который познакомил его с Дугласом Тернером Уордом, художественным руководителем Negro Ensemble Company (NEC), что привело к постановке The Harangues, открывшей сезон 1969-70. Ododo, который Уокер написал и поставил, отозвавшейся смешанными отзывами в сезоне 1970-71 в NE. Музыка для «Ododo» была написана и поставлена его второй женой — Дороти Энн Динро-Уокер, также выпускницей Университета Говарда. Уокер женился на Дороти А. Динро в 1970 году — брак, заключенный в их любви к искусству.
Желая создать собственную театральную труппу, Уокер стал художественным руководителем «Полубогов»/Demi-Gods. Деми-Боги были основаны вместе с его женой Динро-Уокер между 1970 и 1974 годами. В 1971-72 годах Уокер и Динро-Уокер совместно продюсировали Инь-Ян в Афро-американской студии. В 1972-73 годах Дуглас Тернер Уорд приступил к съемкам фильма «Река Нигер». Реакция на неё была настолько ошеломляющей, что пьеса была перенесена в Театр Брукса Аткинсона на Бродвее в 1973 году, где в 1974 году получила премию «Тони». В этом же году родилась его первая дочь Кумина Уокер. Уокер получил 400 часов к аттестату кинопроизводства, полученному в Школе фотографии Жермен, Нью-Йорк, в 1973 году. Он также получил баллы для получения степени доктора философии, диплом кинематографа в Нью-Йоркском университете и был отмечен как резидент-драматург Йельской школы драмы.

## Награды и достижения
Премия Тони за лучшую пьесу для реки Нигер, 1974
Представляла американских драматургов на семинаре в Зальцбурге, Австрия.
Получил премию Гуггенхайма, 1973-74.
Премия Антуанетты Перри за лучшую пьесу 1974 года
Премия Элизабет-Кейт Уорринер
Первая ежегодная премия Audelco
Премия драматургов Джона Гасснера
Премия Оби
Премия Drama Desk
Черная роза
Профессор театра в Университете Говарда, преподавал продвинутую драматургию и продвинутый театр, 1976-89.
Заведующий кафедрой драмы Школы исполнительских искусств им. Дьюка Эллингтона одновременно с профессором Университета Говарда, 1978-79 гг.
Премия Американского колледжа в театре за лучшую режиссуру и декорацию к фильму «Антигона Африканская», поставленная в Университете Говарда, 1978
Лауреат премии драматургов Фонда Рокфеллера, 1978 г. (за «Отпущение грехов Уилли Мэй»)
Премия Совета искусств штата Мэриленд за «Два настоящих енота»/The Two Real Coons, 1980
Соавтор сценария BOP для Дастина Хоффмана и Майкла Камино (Columbia Pictures), 1984-85.
Премия «Живая легенда», 1995 г.
Работал с Университетом Рутгерса, Городским советом по образованию Камдена и Синтией Примас над открытием того, что сейчас называется Высшей школой творческих искусств, 1998 г.
Заведующий театральным искусством и директор отдела афроамериканских исследований в университете Рутгерса в Камдене, 1989—2003 гг.